# Ulica Trynitarska w Krakowie
Ulica Trynitarska – ulica w Krakowie, w dzielnicy I Stare Miasto, na Kazimierzu.
Łączy ulicę Krakowską z ulicą Gazową.
wytyczona na podstawie pierwotnego planu lokacyjnego Kazimierza, ale ze względu na wyburzenie części oddzielających ją od rynku domów (w XVII i XVIII wieku) stanowiła częściowo jego południową pierzeję. W wyniku XIX wiecznej zabudowy zatarła się też linia południowej pierzei rynku, którą stanowiło przedłużenie ul. Skawińskiej.
Prawdopodobnie w XVII w. określano ją jako ul. Różaną, wymienioną w spisie z 1628: pomiędzy Psim Rynkiem a Bramą Bocheńską ... Platea Rosanorum na Kazimierzu.
Dzisiejszą nazwę pochodzącą od sąsiedniego kościoła i klasztoru oo. Trynitarzy ulica otrzymała w 1880 roku. Nazwa ta obejmowała również nieistniejącą dzisiaj ul. Rybną, która była przedłużeniem ul. Bonifraterskiej w stronę Wisły.
Trynitarze przybyli do Krakowa w 1688 roku i w latach 1752-1758 wybudowali tu swoją siedzibę, którą po kasacie zakonu w 1812 roku przejęli bonifratrzy. Bonifratrzy w latach 1898-1906 założyli w tym miejscu szpital, który zajął południową stronę ulicy oraz ul. Rybną (która tym samym zanikła). Wcześniej przez kilkadziesiąt lat szpital ten działał w XVIII-wiecznym budynku klasztornym przy kościele.

## Zabudowa
- Szpital Zakonu Bonifratrów św. Jana Grandego, pomysłu przeora Lateusa Bernatka a zaprojektowany przez Teodora Talowskiego[3].
- ul. Trynitarska 18 – kamienica, proj. Leopold Tlachna, 1889–1890[4].

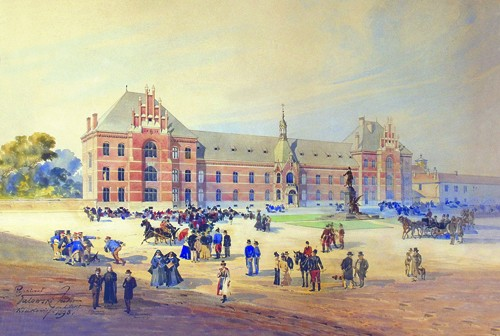
Teodor Talowski, akwarela z 1898 Gmach Szpitala Zakonu Bonifratrów w Krakowie - jak widać północna część ul. Trynitarskiej była wtedy niezabudowana.
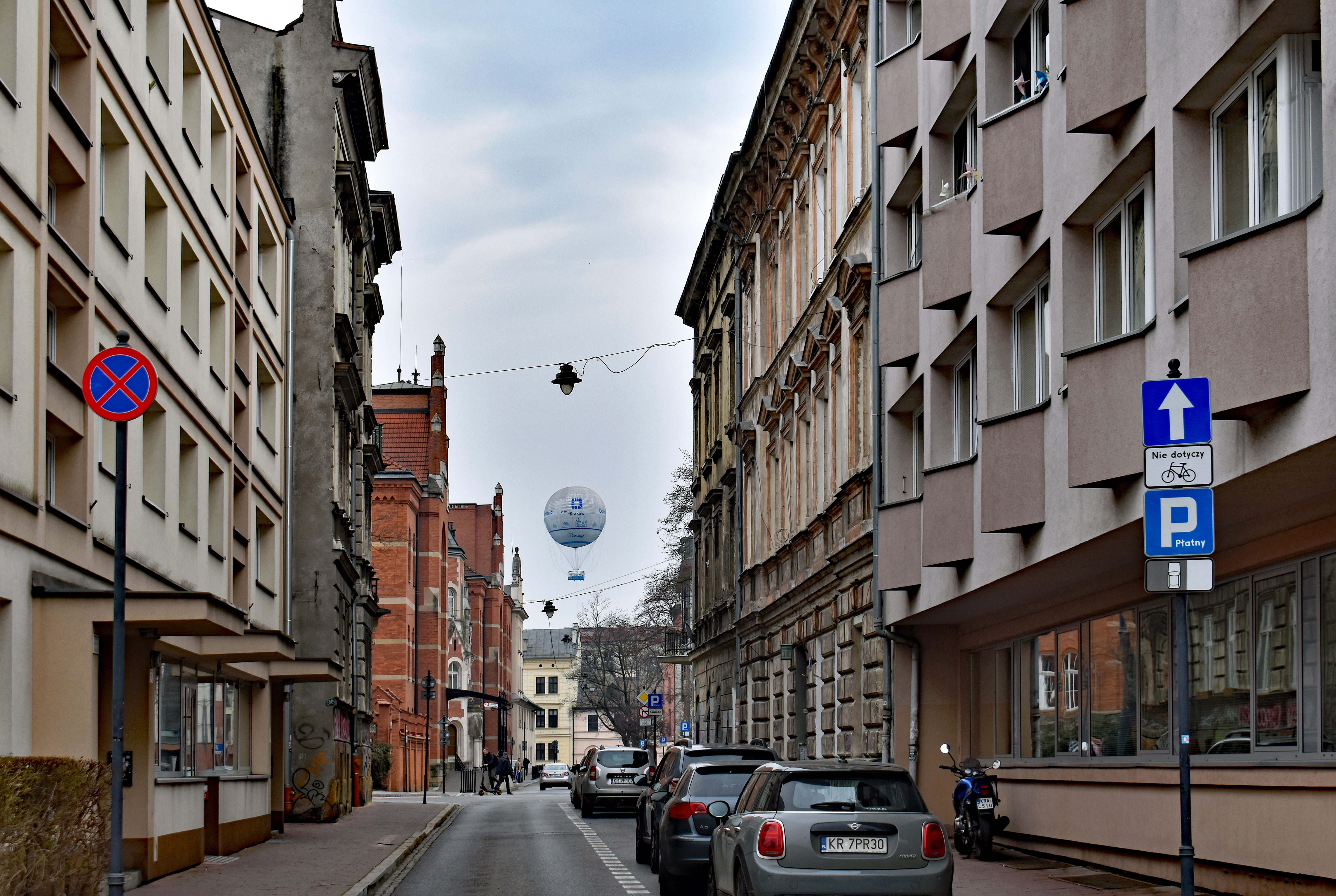
Widok ze wschodu, z ul. Gazowej.